# 30112 Weistrop
30112 Weistrop este o planetă minoră (asteroid), cu un diametru de 4,473 km, din centura de asteroizi. A fost descoperită pe 27 martie 2000 la Stația Anderson Mesa de Lowell Observatory Near-Earth-Object Search. 
Obiectul prezintă o orbită caracterizată de o semiaxă mare de 2,3152297 UAi, o excentricitate de 0,15, o înclinație de 7,65256 ° în raport cu ecliptica.